# Castellammare del Golfo
Castellammare del Golfo é uma comuna italiana da região da Sicília, província de Trapani, com cerca de 14.577 habitantes. Estende-se por uma área de 127 km², tendo uma densidade populacional de 115 hab/km². Faz fronteira com Alcamo, Buseto Palizzolo, Calatafimi-Segesta, Custonaci, San Vito Lo Capo.

## Demografia
| Variação demográfica do município entre 1861 e 2011                               |
|                                                                                   |
| Fonte: Istituto Nazionale di Statistica (ISTAT) - Elaboração gráfica da Wikipedia |